# Shuangxizhen (ort i Kina, Shaanxi, lat 33,42, long 107,19)
Shuangxizhen är en ort i Kina. Den ligger i provinsen Shaanxi, i den nordvästra delen av landet, omkring 180 kilometer sydväst om provinshuvudstaden Xi'an. Antalet invånare är 2 890. Befolkningen består av 1 260 kvinnor och 1 630 män. Barn under 15 år utgör 13,0 %, vuxna 15-64 år 72 %, och äldre över 65 år 14,0 %.
Runt Shuangxizhen är det ganska tätbefolkat, med 207 invånare per kvadratkilometer. Närmaste större samhälle är Madaozhen, 18,5 km väster om Shuangxizhen. I omgivningarna runt Shuangxizhen växer i huvudsak blandskog.
Genomsnittlig årsnederbörd är 1 044 millimeter. Den regnigaste månaden är juli, med i genomsnitt 226 mm nederbörd, och den torraste är december, med 2 mm nederbörd.